# Rhopalurus junceus
Rhopalurus junceus (Herbst, 1800) è una specie di scorpione della famiglia Buthidae.

## Descrizione
Gli adulti sono lunghi dai 55 ai 100 mm. Il colore varia da marrone-giallastro a rosa a arancione. La parte terminale della coda ed il pungiglione hanno una sfumatura bluastra che ha dato origine al nome spagnolo escorpión azul. Può vivere fino a cinque anni.

## Distribuzione e habitat
Si trova nei Caraibi (Cuba, Haiti e Repubblica Dominicana) e in Sud America (Venezuela).
Si adatta a diversi ecosistemi, dalle foreste alle aree semideserte. Si rifugia sotto le rocce, sotto alberi caduti, in piante epifite bromeliacee. 

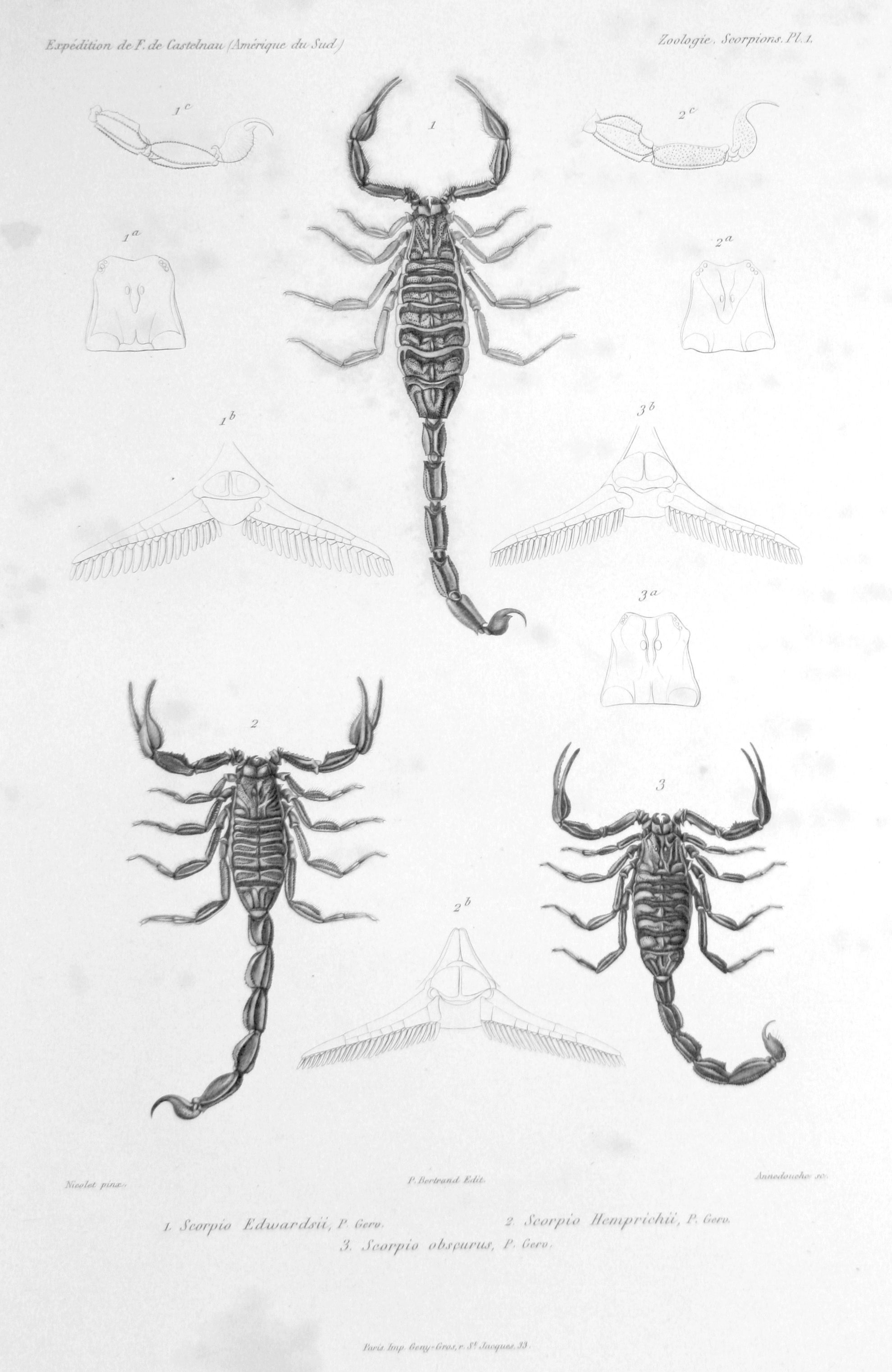
Rhopalurus junceus (n. 2) in una tavola della Expédition dans les parties centrales de l'Amérique du Sud, de Rio de Janeiro à Lima et de Lima au Para sous la direction du Comte Francis de Castelnau (1856)

## Veleno
La tossina del veleno blu contiene proteine a basso peso molecolare, che inibiscono la produzione di proteasi.
La LD50 è di 8 mg/kg.

### Uso in medicina
È in corso di sperimentazione la somministrazione a malati di tumore di un farmaco derivato da tale veleno. A Cuba questo scorpione viene allevato per derivare le tossine del suo veleno a scopo farmaceutico. L'Escoazul, il farmaco derivato, viene distribuito gratuitamente nelle farmacie statali ai Cubani, ed agli stranieri che presentano un certificato medico che ne giustifichi la somministrazione.
Nel 2011 è stata pubblicata su "Toxicon" una ricerca che ha cercato di definire le caratteristiche biologico-molecolari della tossina sui canali del sodio nei test con tecniche di patch clamp su cellule di neuroblastoma in vitro.
Non esiste tuttavia alcuna prova, clinica o preclinica, della presunta efficacia di tale veleno nella terapia di qualunque tipo di tumore.Il ministero della salute di Cuba ha emesso nel 2006 una segnalazione a proposito del prodotto Escozul disconoscendone la paternità.